# John Wick (projektant gier)

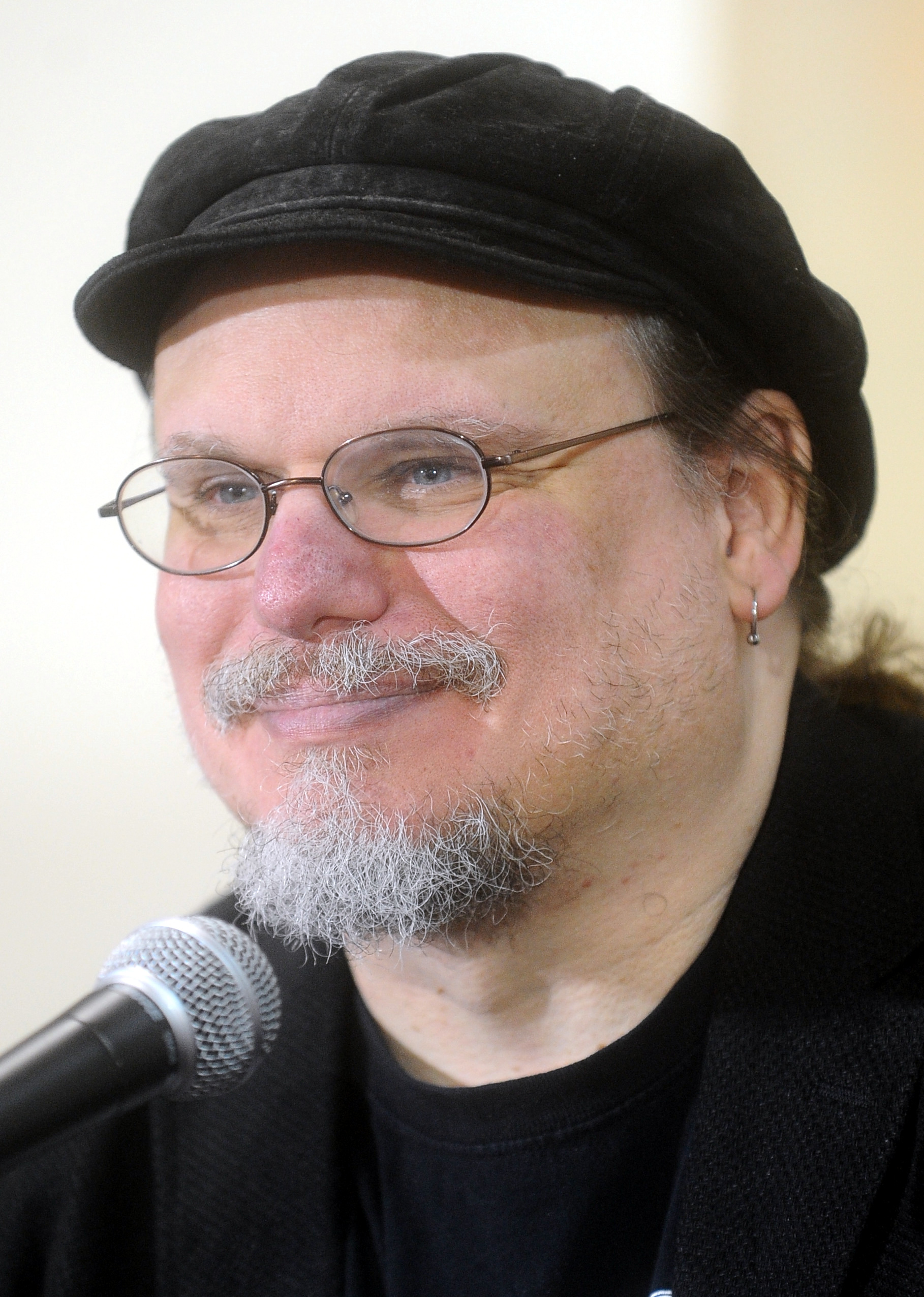
John Wick

John Wick – amerykański autor gier fabularnych oraz pisarz i twórca multimedialny.
Wśród polskich fanów cieszy się olbrzymią sławą jako jeden z pierwszych zachodnich twórców wydanych w języku polskim. Jego Legenda Pięciu Kręgów (rok wydania 1997, w Polsce 2003) oraz 7th Sea (rok wydania 1999, w Polsce 2004) zdobyły status gier kultowych. Wkrótce po sukcesie Legendy, John Wick porzucił pisanie dla korporacji Alderac Entertainment Group i został wolnym strzelcem, jednocześnie negatywnie odnosząc się do ruchu indie, zapoczątkowanej przez Ron Edwards, Jarred Sorensen i Luke Crane.

## Lista gier
- Hunters Inc. – horror, opublikowana w magazynie Shadis #33[1],
- Legenda Pięciu Kręgów – samurajskie fantasy, AEG 1997,
- 7th Sea – fantasy z elementami płaszcza i szpady, AEG 1997,
- Orkworld – odwrócone fantasy, w którym elfy, ludzie i krasnoludy są „tymi złymi”, Wicked Press 2000,
- Enemy Gods: A Little Game of Big Powers – gra o rywalizacji bogów, Wicked Dead Brewing Company 2004
- Cat – krótka gra o kotach, które bronią ludzi przed złem, Wicked Dead Brewing Company 2006,
- Discordia – krótka gra o wyznawcach Discordii, Wicked Dead Brewing Company 2005
- Dragon – krótka gra o smokach, Wicked Dead Brewing Company 2005
- Thirty – gra o Templariuszach, naprawiających zniszczoną czasoprzestrzeń, Wicked Dead Brewing Company 2005
- Schaurmarchen – horror, Wicked Dead Brewing Company 2005
- Wilderness of Mirrors – gra o superagentach i braku zaufania, Wicked Dead Brewing Company 2006,
- Houses of the Blooded – gra fantasy o Skrwawionych – szlachcie w magicznym świecie, Wicked Dead Brewing Company 2008, reedycja jako John Wick Present 2010,
- Blood and Honor – gra o Dawnej Japonii, dużo bardziej historycznie zorientowana niż Legenda Pięciu Kręgów, John Wick Present 2010, wyd. polskie – Portal 2011,
- Aegis Project – gra o mechach i ich pilotach, John Wick Present 2011,
- My Monster – story-gra dla dzieci, Wicked Dead Brewing Company 2010,

Zbiór The Big Book of Little Games
- Shotgun Diaries – gra o apokalipsie zombie, John Wick Presents 2009,
- Yesterday's Tomorrow – gra w stylu Retro Science Fiction, John Wick Presents 2010,
- The Flux – gra o podróżowaniu między uniwersami, John Wick Presents 2010
- Byron Falls – gra o nastolatkach-potworach, w stylu Buffy, John Wick Presents 2011, polska edycja: Magia i Miecz, numer 1/2014,
- All the Days of my Children Hospital – story–gra w klimatach telenoweli szpitalnej, John Wick Presents 2011
- Eldritch High – gra o szkole dla młodych magów, John Wick Presents 2011
- Wicked Heroes – gra o superbohaterach, John Wick Presents 2011
- Sexcraft – gra urban fantasy, w której największą siłą jest seks, John Wick Presents 2011

## Ciekawostki
Jest autorem kontrowersyjnego poradnika „Play Dirty” (polskie wydanie: Graj twardo, wyd. Portal) przedstawiającego preferowany przezeń styl gry. Pierwotnie poszczególne rozdziały ukazywały się jako felietony w jednym z amerykańskich czasopism o grach i wywoływały wśród graczy prawdziwe burze i żywiołowe dyskusje. 
Jako wolny strzelec tworzył materiały dla Neopets i Totally Games, Pathfindera, Deadlads, Zewu Cthulhu. Założył zespół An Awful Lot, przez długi czas był jego perkusistą. Mieszka w Phoenix, w stanie Arizona. 
Dwukrotnie rozwiedziony. Od 2005 roku należy do masonerii. Trzykrotnie odwiedził Polskę - na Polconie 2009 w Łodzi oraz na Pyrkonie w Poznaniu w latach 2013 i 2016. 

## Nagrody
Legend of the Five Rings Roleplaying Game (Autor i główny projektant)
- 1997: Nagroda Origins dla Najlepszej Gry Fabularnej
- 1997: Nagroda Wybór Graczy RPGA dla Najlepszej Gry Fabularnej

Legenda Pięciu Kręgów - gra karciana (Redaktor merytoryczny, projektant)
- 1996: Nagroda Origins dla Najlepszej Kolekcjonerskiej Gry Karcianej (Battle at Beiden Pass)
- 1997: Nagroda Origins dla Najlepszego Dodatku do Kolekcjonerskiej Gry Karcianej (Time of the Void)

Siódme Morze (Twórca, autor, projektant)
- 1999: Nagroda Origins dla Najlepszej Gry Fabularnej

Siódme Morze - gra karciana (współtwórca, redaktor merytoryczny, projektant)
- 1999: Nagroda Origins dla Najlepszej Kolekcjonerskiej Gry Karcianej

Orkworld (Autor oraz projektant)
- 2000: Najlepsze opowiadanie (How Bashthraka Lost His Spear) (nominacja)